# Чорсу (станция метро)
«Чорсу́» (узб. Chorsu) — станция Ташкентского метрополитена. Открыта 6 ноября 1989 года в составе третьего участка Узбекистанской линии: «Алишера Навои» — «Чорсу». Расположена между станциями: «Тинчлик» и «Гафура Гуляма».

## История
Станция получила свое название в честь базара «Чорсу», одного из самых больших в Центральной Азии, в свою очередь базар получил свое название по исторической местности, буквально переводится с фарси и узбекского — «Четыре стороны». Строительно станции проводили открытым способом через базарную площадь во время реконструкции базара в конце 1980-х годов.

## Характеристика
Станция односводчатая, мелкого заложения с подземным и наземным вестибюлями.

## Оформление
Стены вестибюля и платформа отделаны белым газганским мрамором, пол станции покрыт серым гранитом. Станция украшена барельефами «Экология» и «Связь времён» (художник: Ю. Ким).

## Галерея

Станция.